# 天澤邨

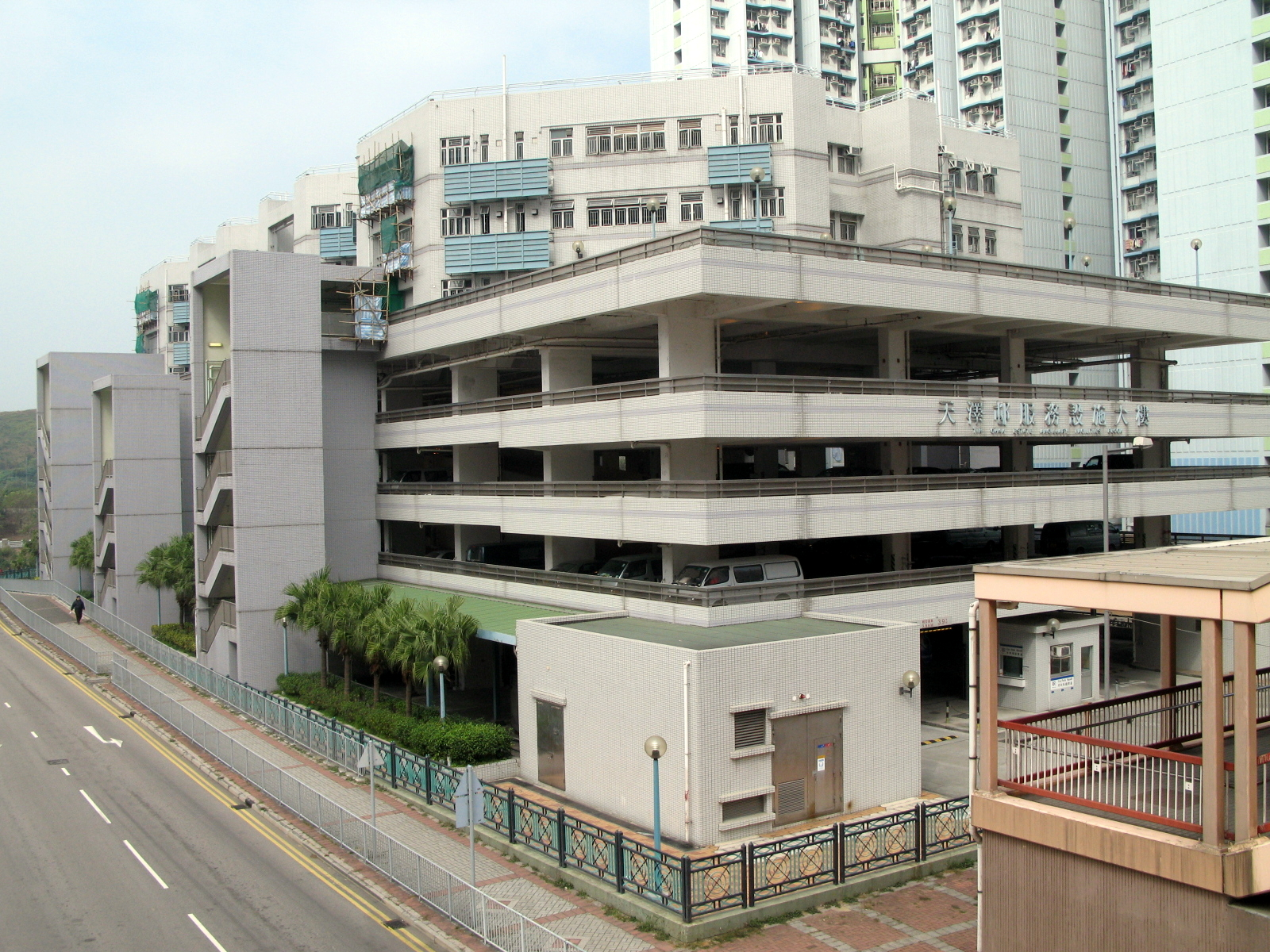
服務設施大樓

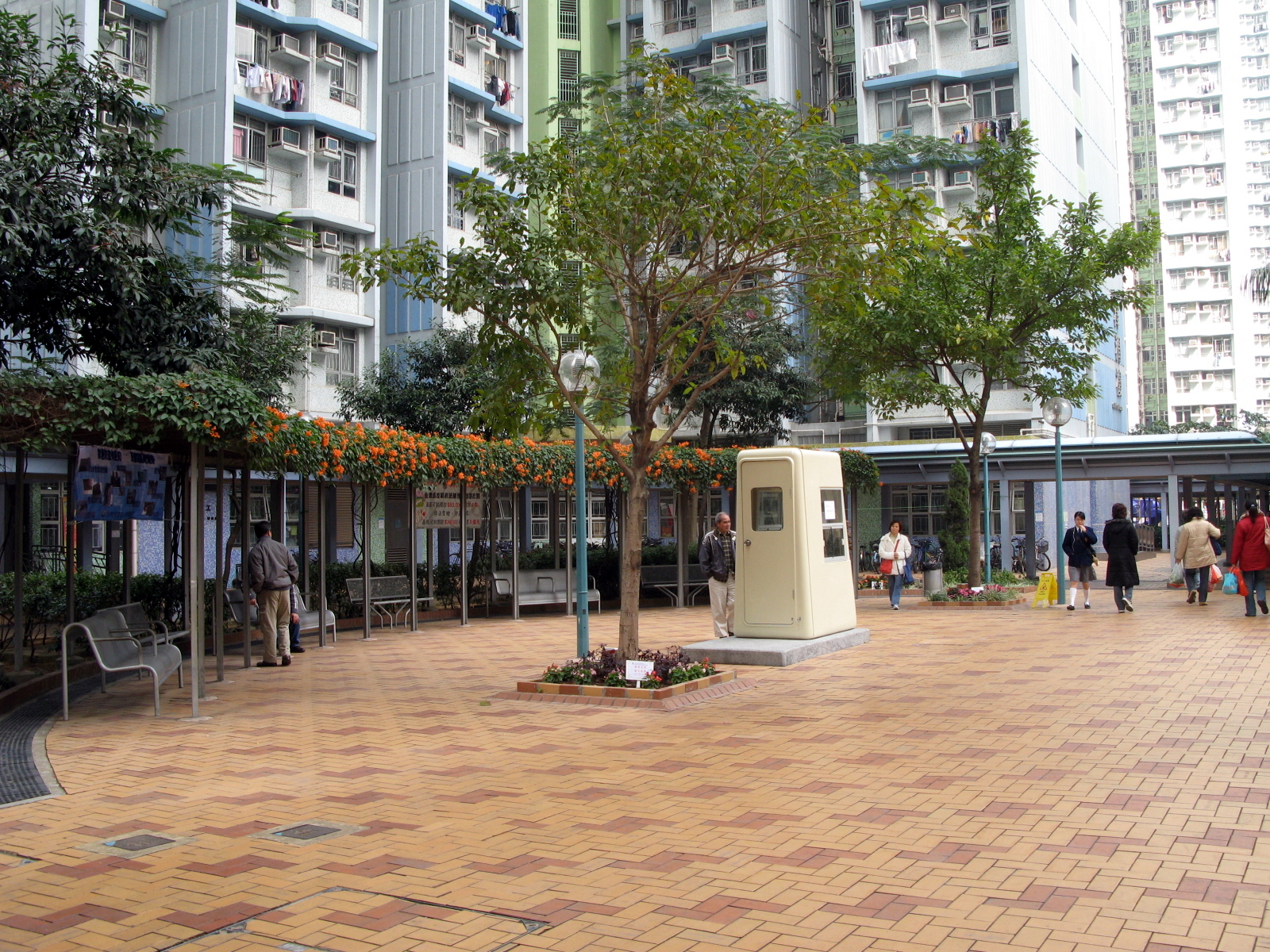
休憩廣場

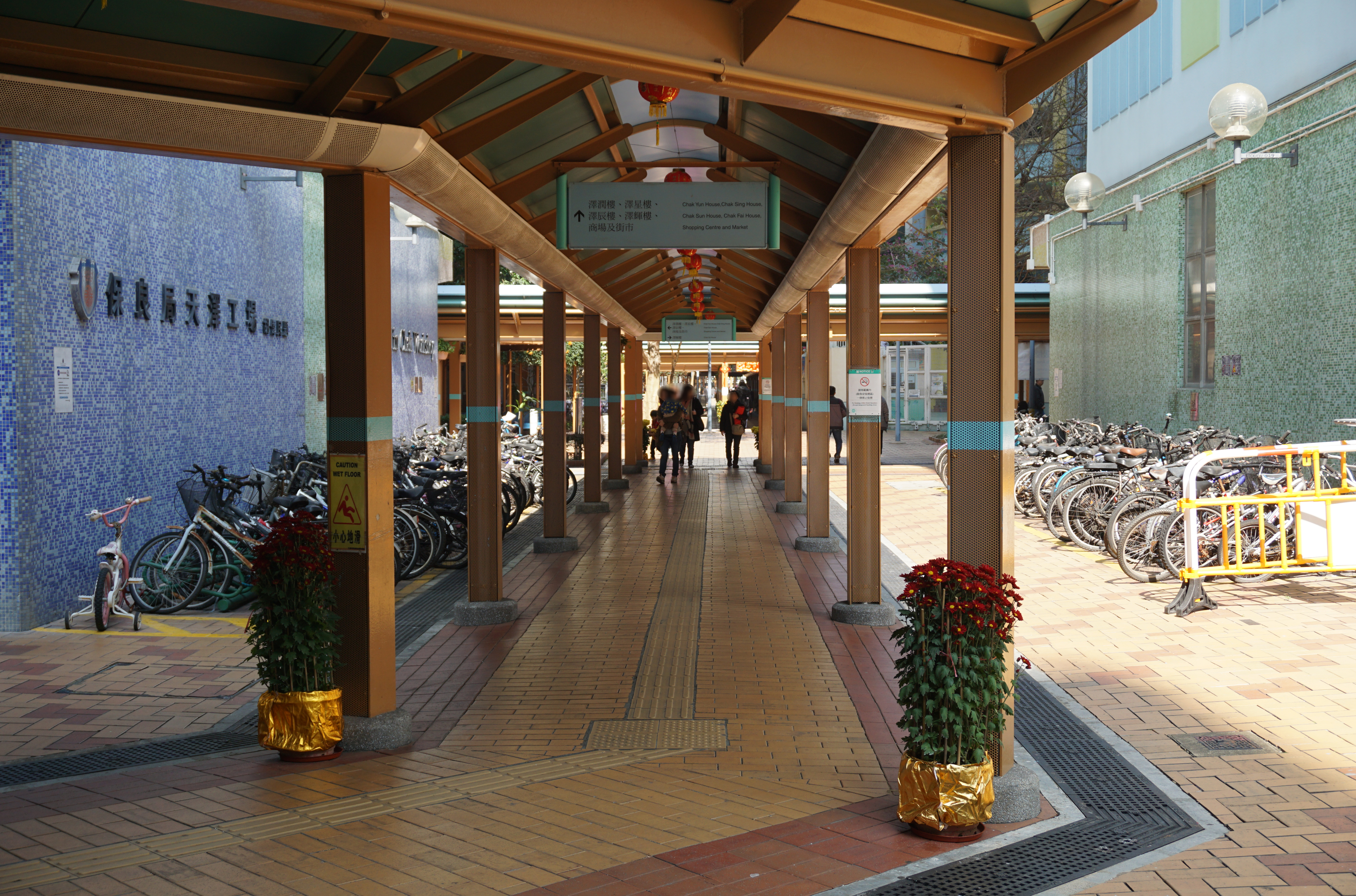
有蓋行人道及單車停泊區

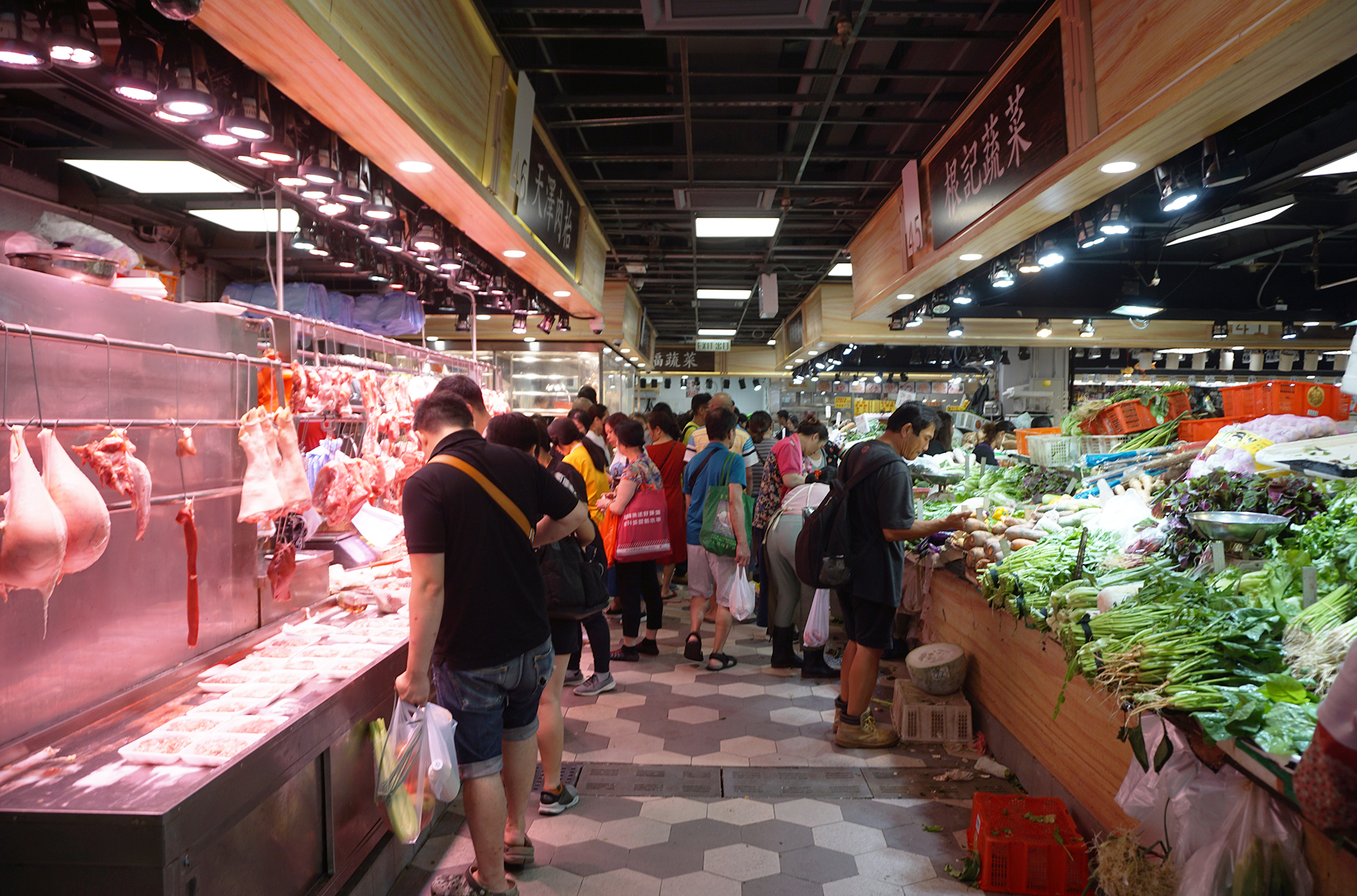
天澤街市為天水圍北附近4個大型公共屋邨（天澤邨、天恒邨、天逸邨及俊宏軒）的唯一鮮活街市，而且翻新後由2層縮減至1層，因此人流較多

天澤邨（英語：Tin Chak Estate）是香港的一個公共屋邨，位於香港元朗區天水圍新市鎮北部（天水圍第105區），目前由中國海外物業服務有限公司負責屋邨物業管理。

## 屋邨資料
由於天澤邨規劃時正值「八萬五建屋計劃」時期，當局用盡最高的地積比率興建，因此屋邨的休憩空間較其它的公共屋邨為小，被居民批評設施太少。設施包括小型兒童遊樂場、花園廣場、單車停泊處、多層停車場、中型商場及服務設施大樓。
天澤商場樓高三層，地下及1樓設街市。不過領展於2016年12月表示會展開翻新工程，要求租戶在2017年1月底限期前遷出。翻新後街市1樓將改作商舖，只餘地下作為街市，攤檔數目將較現時大減六成。區內居民批評領展壟斷已造成惡果，罔顧當區居民生活所需，日後要被迫「買貴餸」，甚至要跨區買餸。
商場設有天橋連接至天逸邨。2006年12月20日，商場3樓開設天水圍北公共圖書館，屬小型圖書館，全館面積約494平方米。

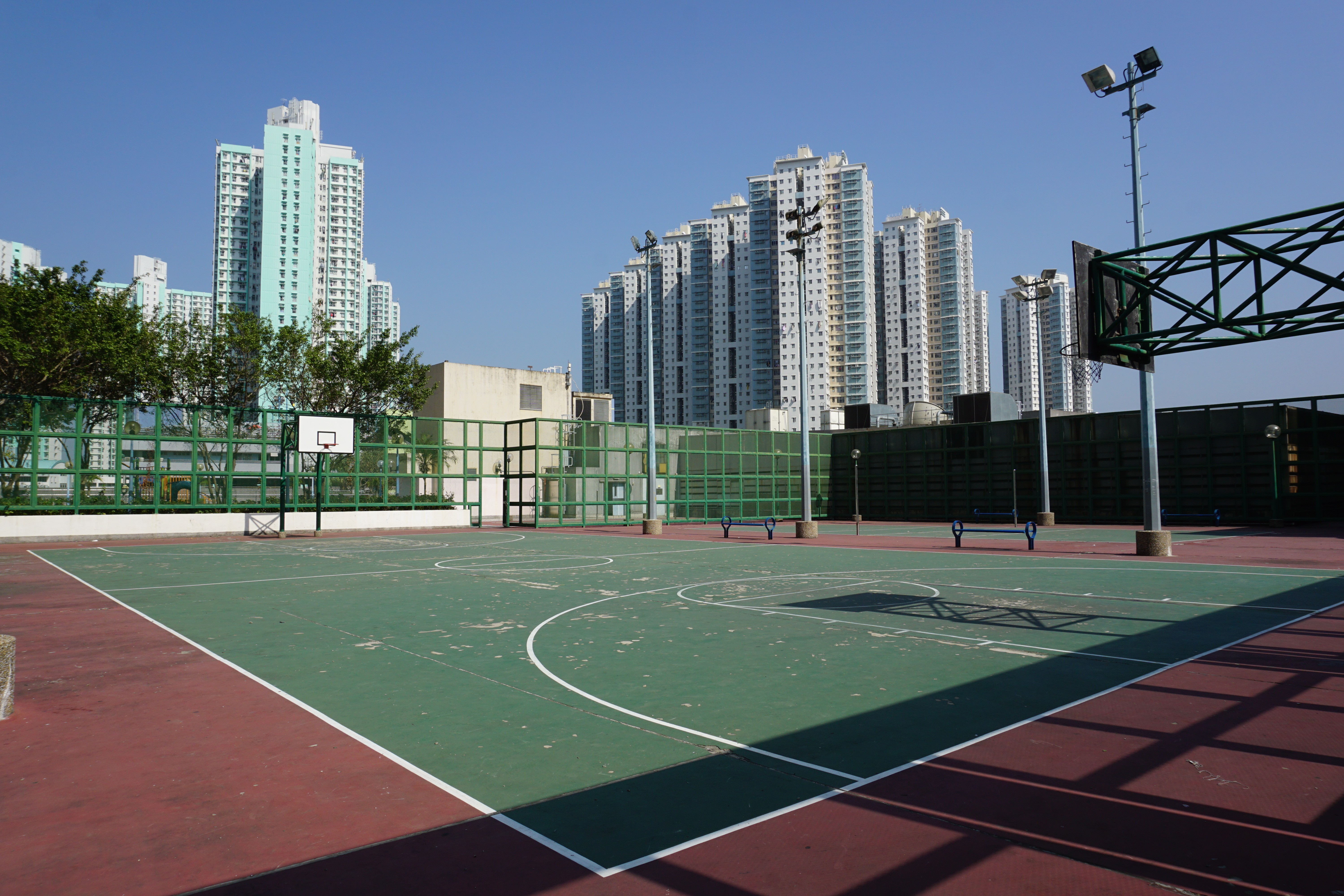
籃球場
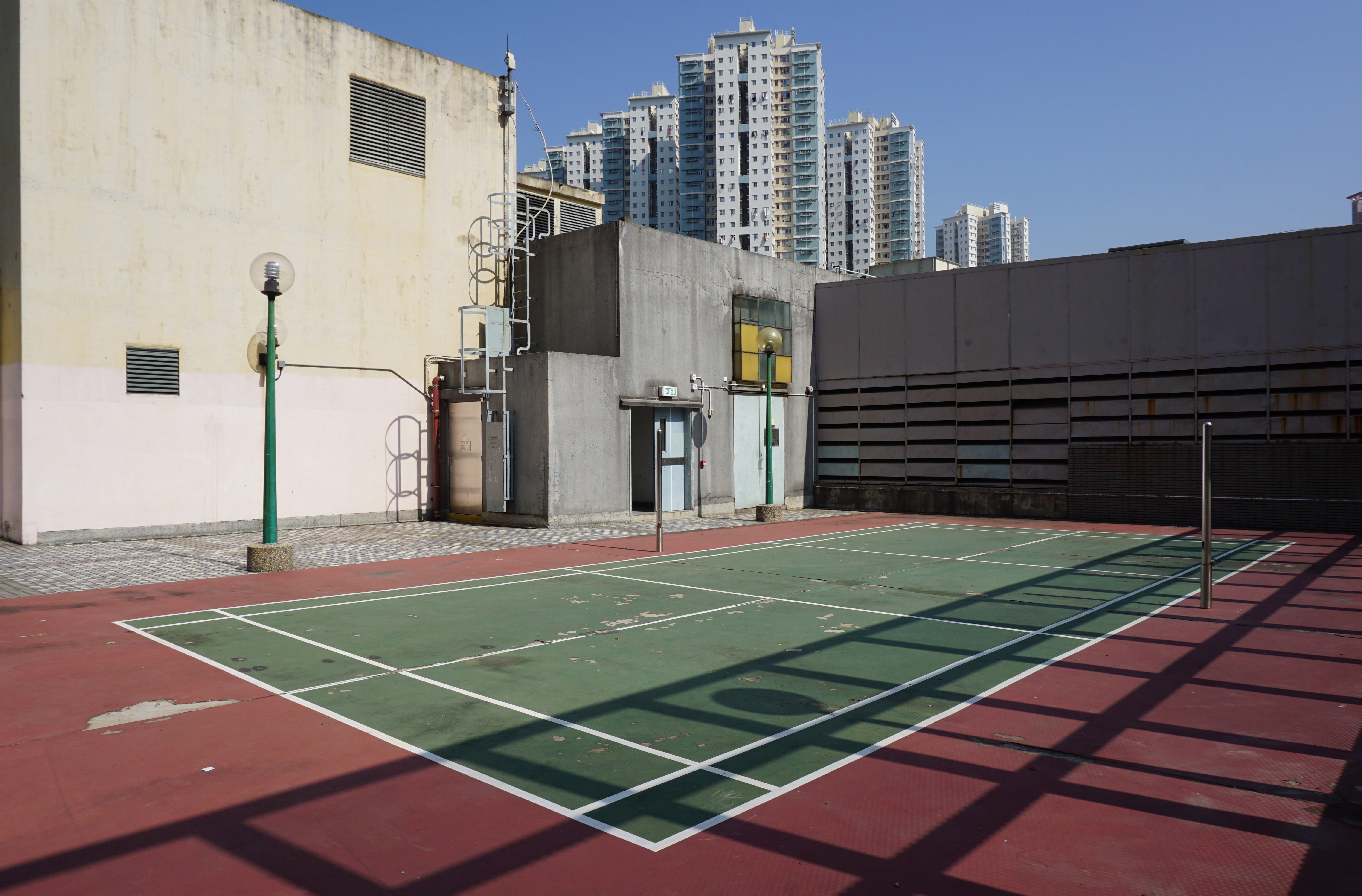
羽毛球場
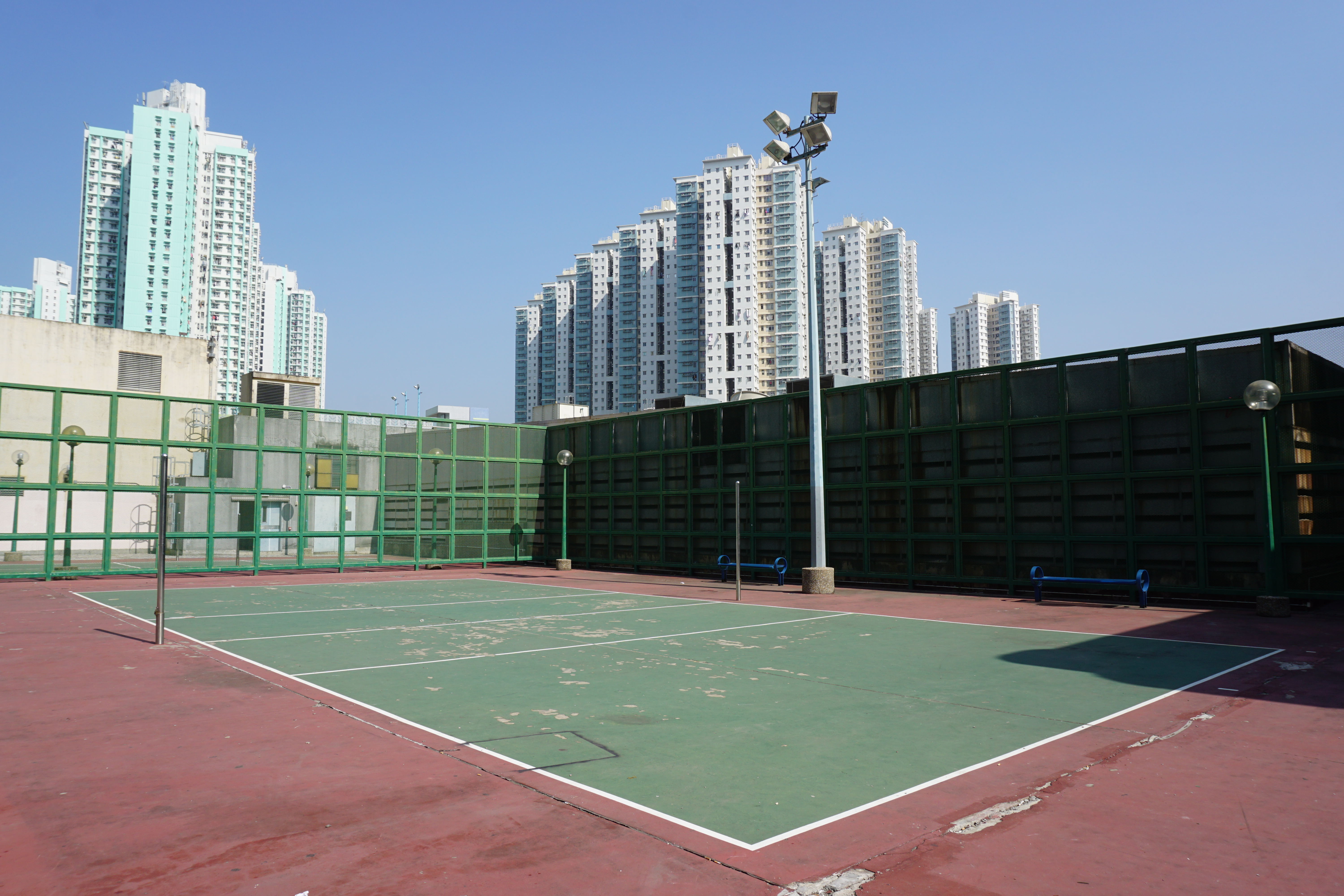
排球場
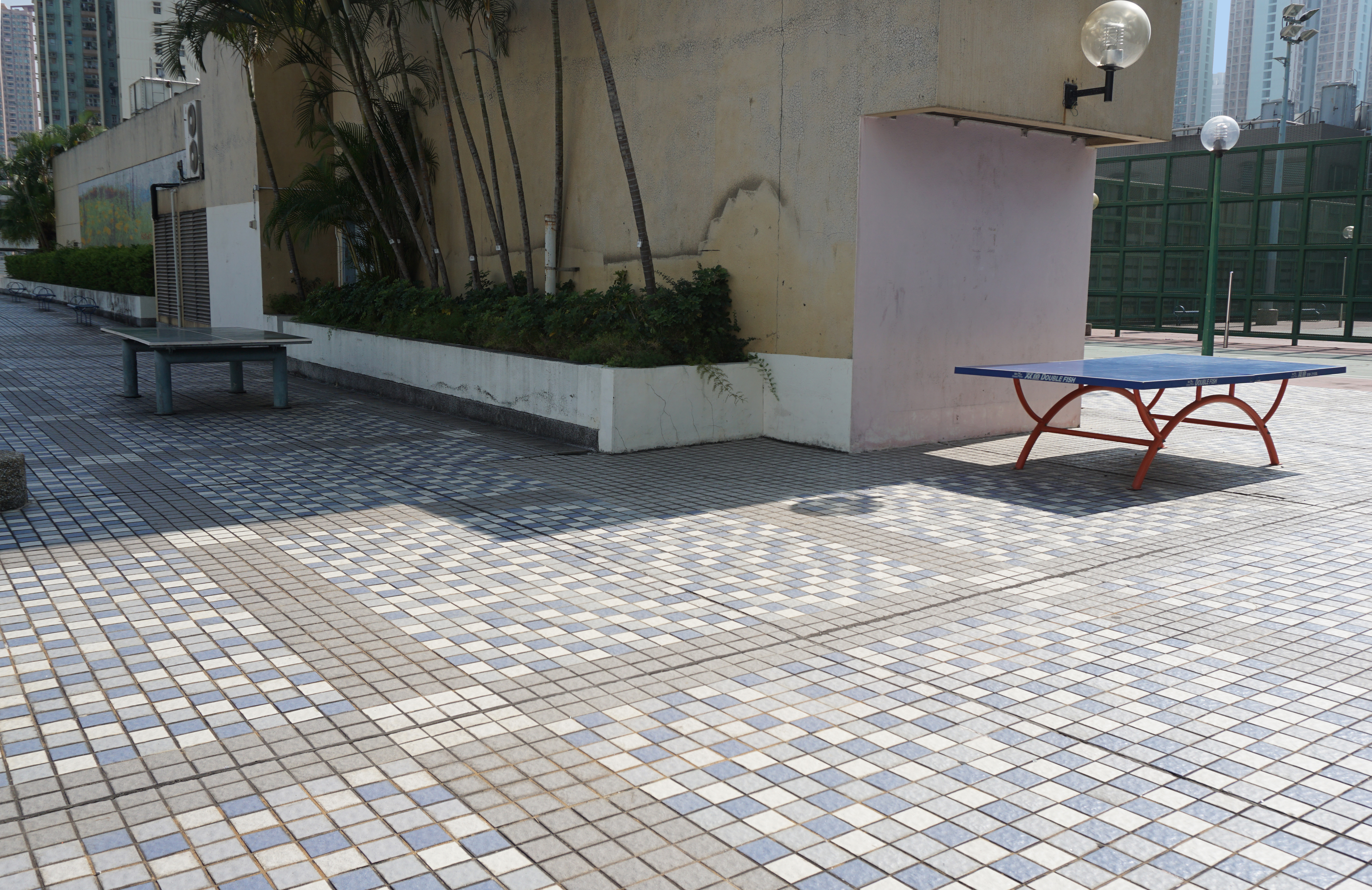
乒乓球區
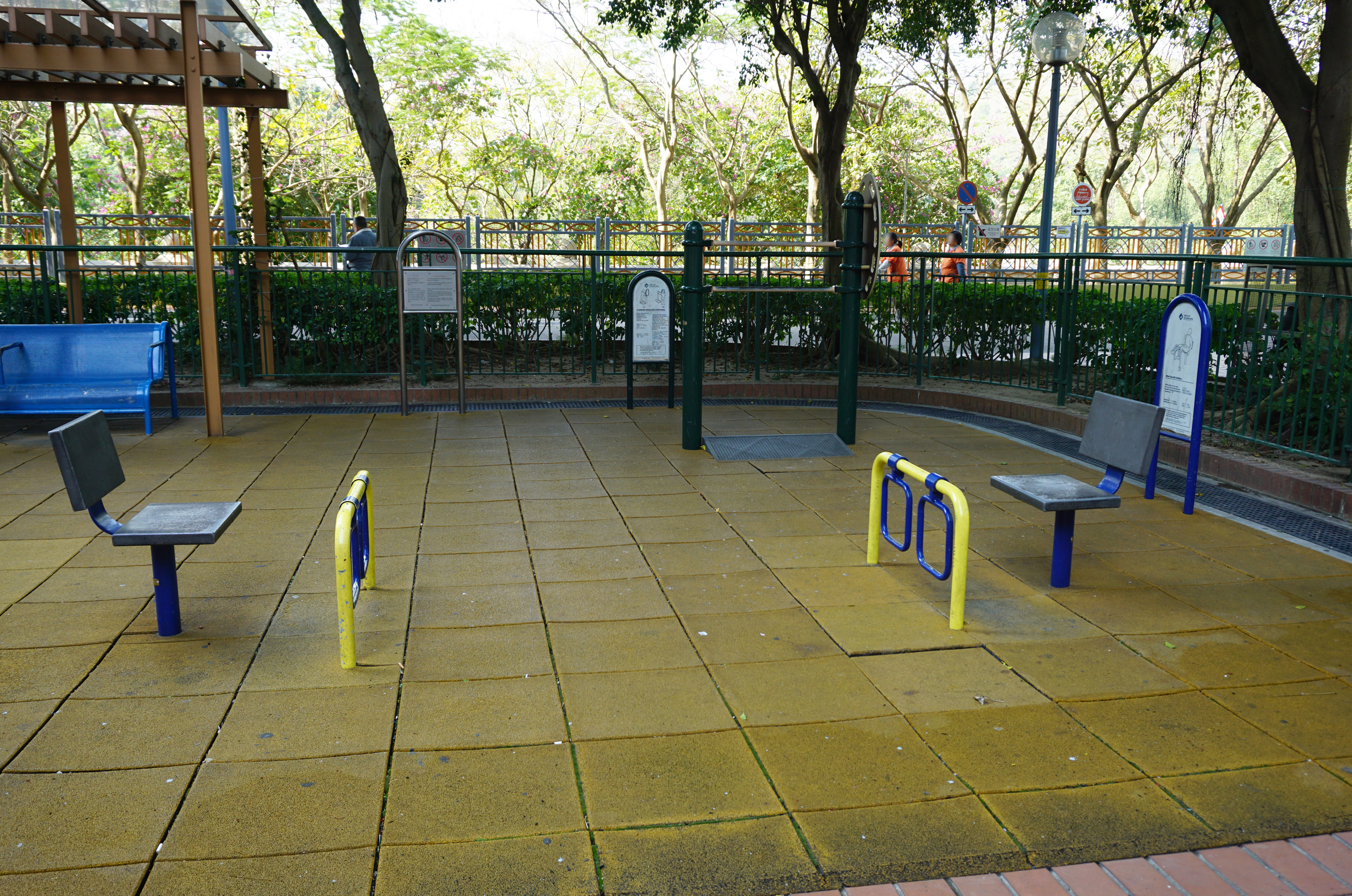
健體區

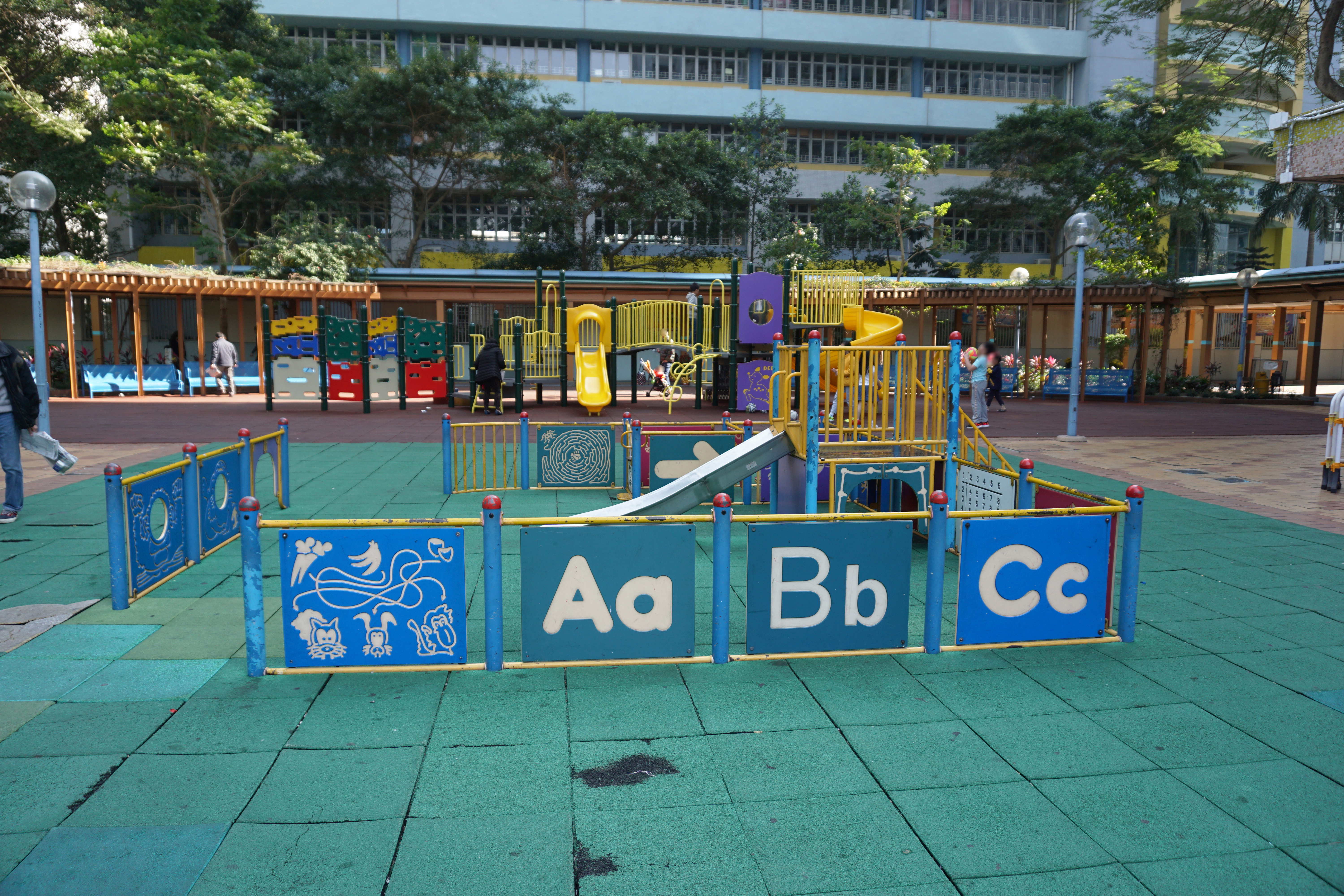
兒童遊樂場（2017年）
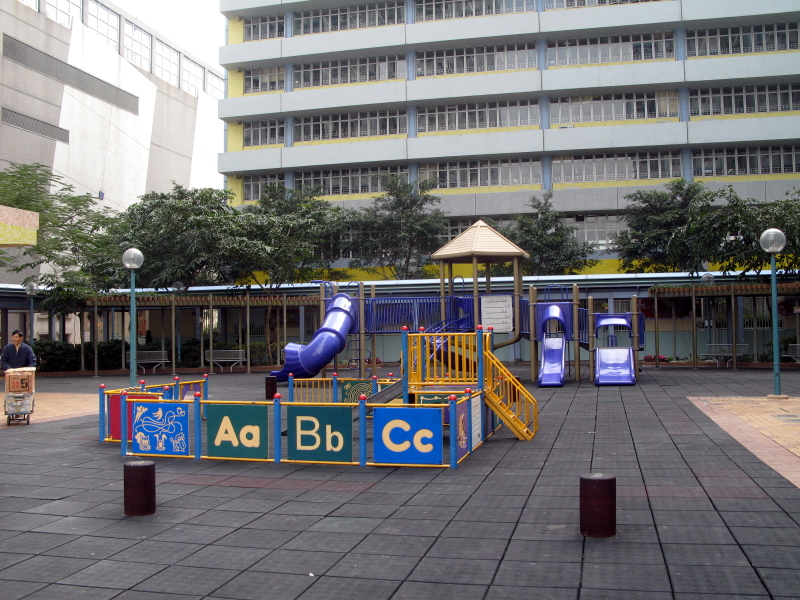
兒童遊樂場（2008年）
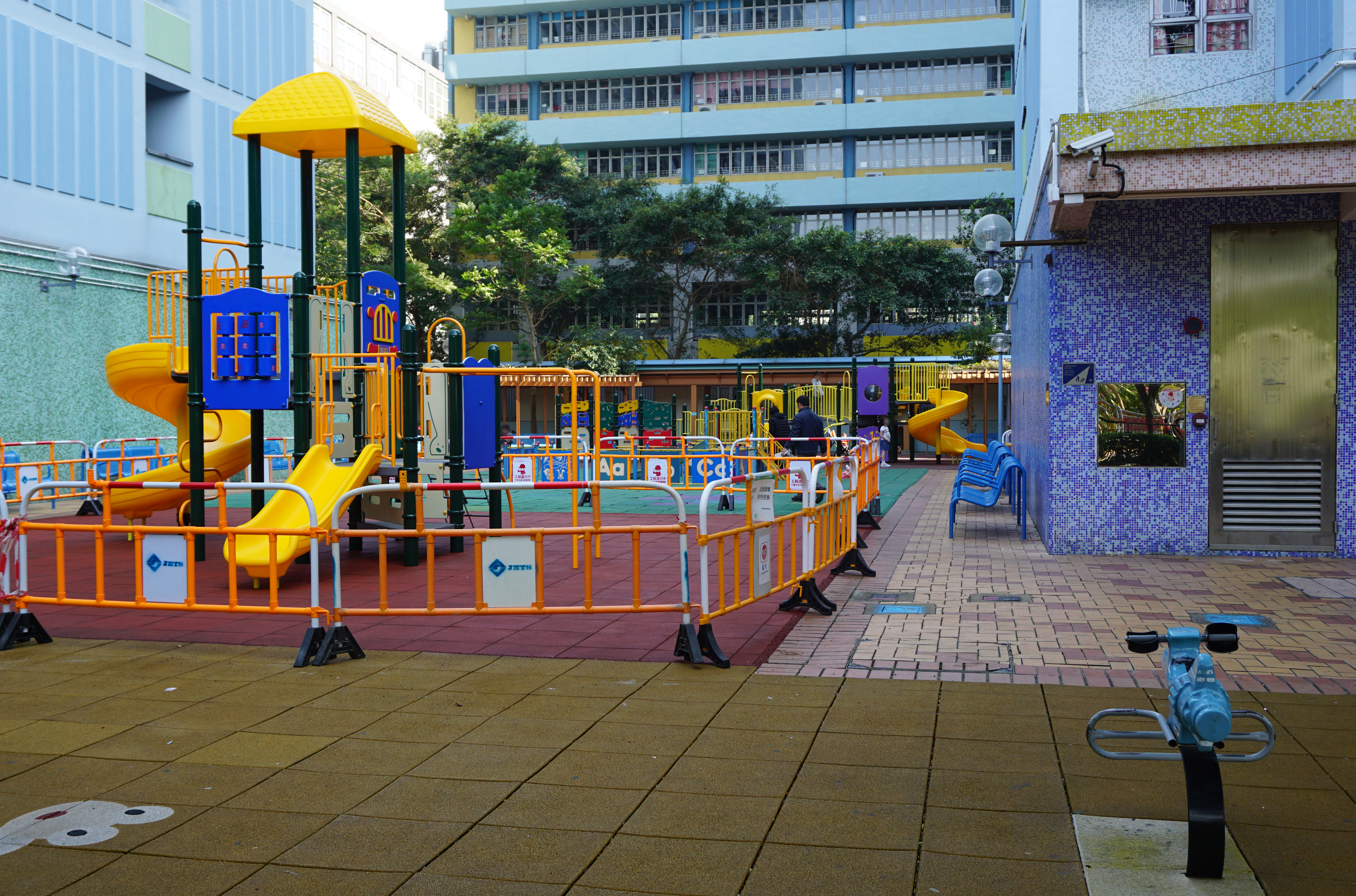
兒童遊樂場（2）
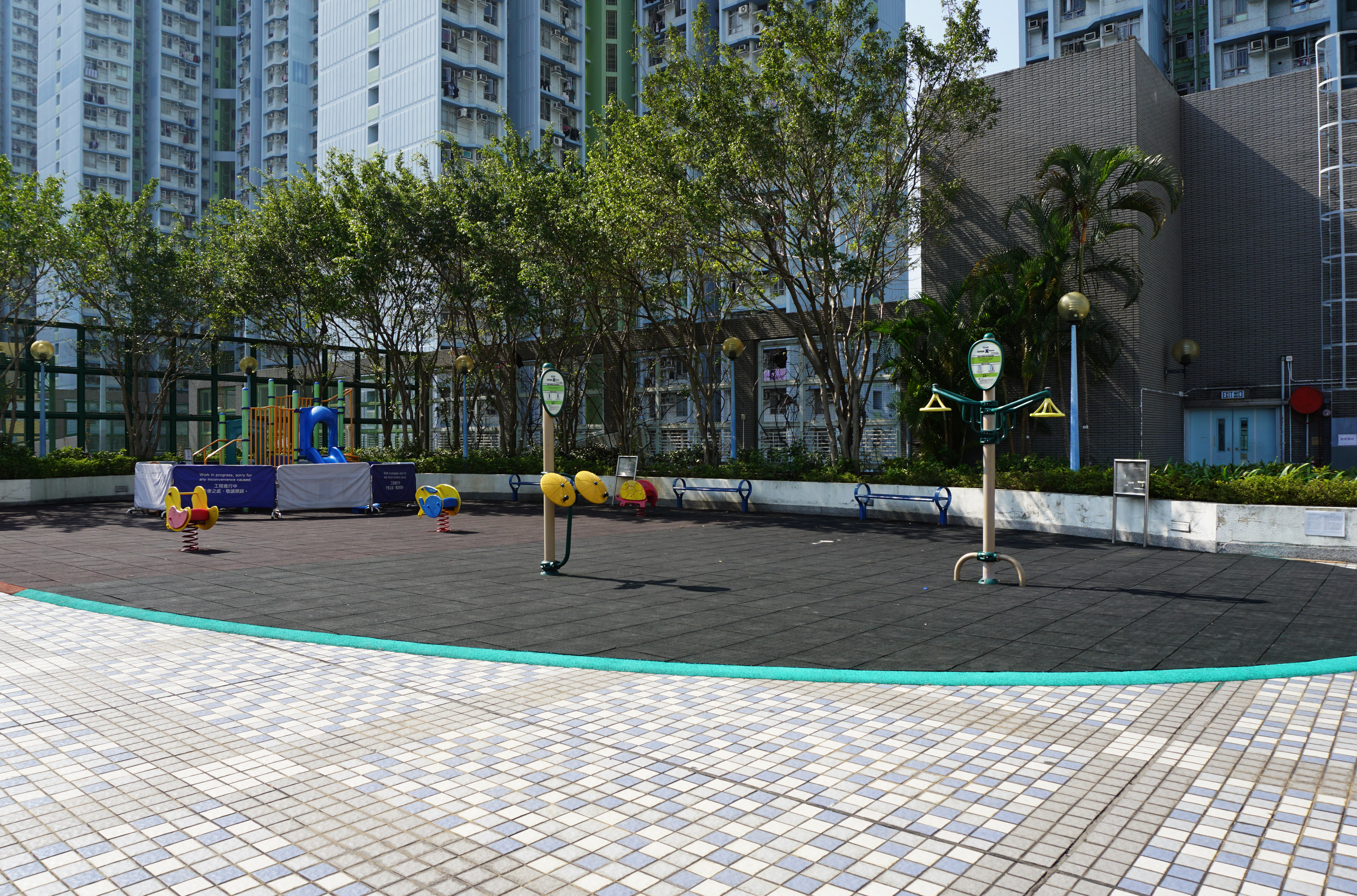
兒童遊樂場（3）及健體區（2）
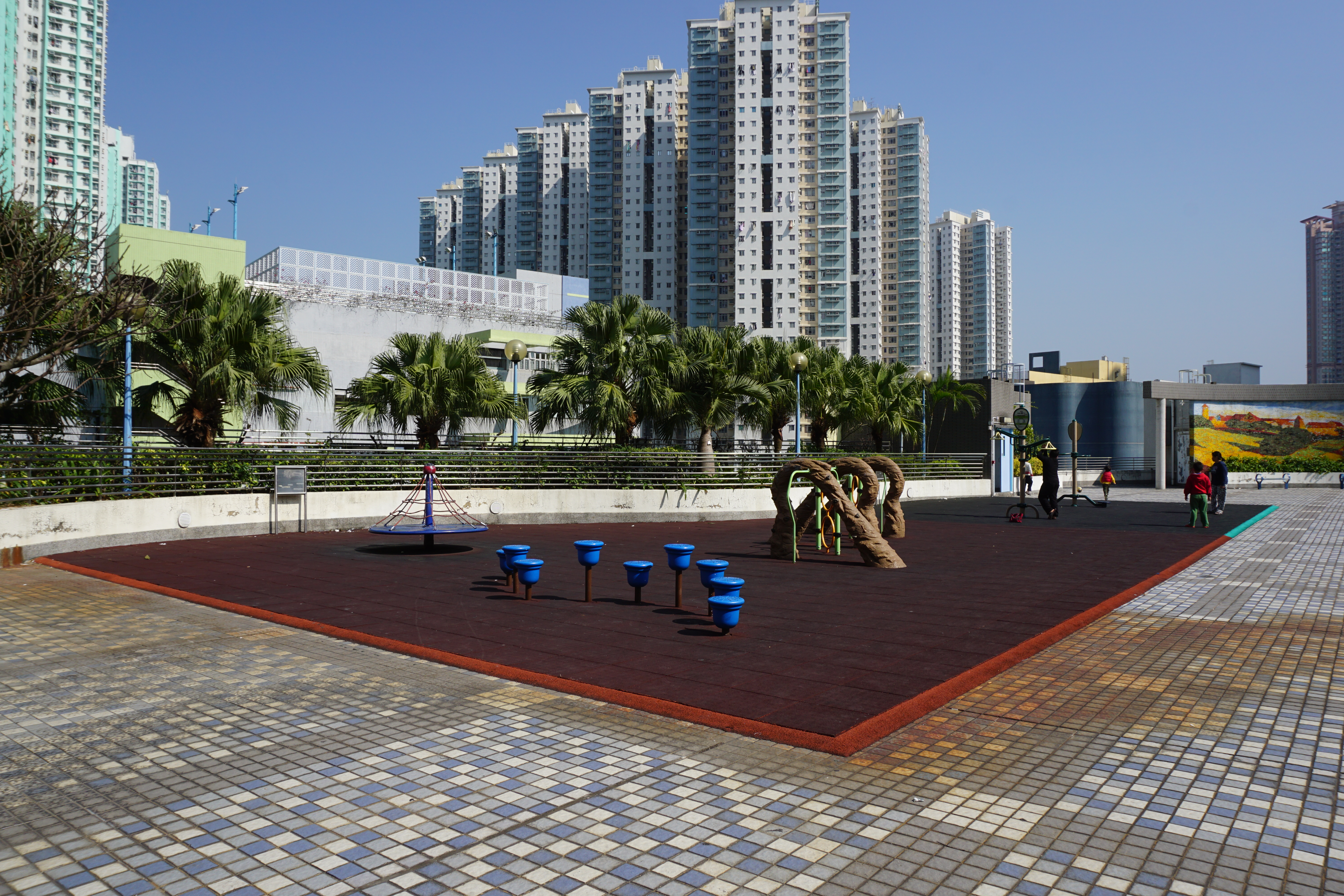
兒童遊樂場（4）及健體區（3）

### 樓宇
| 樓宇名稱（座號）                          | 樓宇類型                                  | 落成年份 | 樓高 （住宅層數） | 每層伙數      | 每幢單位數目（伙） | 承建商   | 提供升降機服務的廠商 |
| ----------------------------------------- | ----------------------------------------- | -------- | ----------------- | ------------- | ------------------ | -------- | -------------------- |
| 澤宇樓（第1座）                           | 和諧一型第三代後期 （第六款設計）         | 2001年   | 41（40）          | 20 19（19樓） | 799                | 其士集團 | 迅達                 |
| 澤潤樓（第2座）                           | 和諧一型第三代後期 （第六款設計）         | 2001年   | 41（40）          | 20 19（19樓） | 799                | 其士集團 | 迅達                 |
| 澤星樓（第3座）                           | 和諧一型第三代後期 （第六款設計）         | 2001年   | 41（40）          | 20 19（19樓） | 799                | 其士集團 | 迅達                 |
| 澤辰樓（第4座）                           | 和諧一型第三代後期 （第九款改為第六款）   | 2001年   | 41（40）          | 20 19（19樓） | 799                | 其士集團 | 迅達                 |
| 澤輝樓（第5座）                           | 和諧一型第三代後期 （第六款設計）         | 2001年   | 41（40）          | 20 19（19樓） | 799                | 其士集團 | 迅達                 |
| 服務設施大樓 （大樓內設有長者住屋第二型） | 服務設施大樓 （大樓內設有長者住屋第二型） | 2001年   | 7                 | （待查）      | （待查）           | 其士集團 | 奧的斯               |

## 教育及福利設施

### 小學
- 宣道會葉紹蔭紀念小學

### 幼稚園
- 大埔浸信會幼稚園天澤邨分校（2001年創辦）（位於澤星樓地下）
- 神召會禮拜堂天澤幼兒園 （2002年創辦）（位於澤辰樓B及C翼地下）

### 綜合青少年服務中心
- 香港中華基督教青年會天水圍天澤會所賽馬會綜合青少年服務中心（位於天澤商場3樓311號）

### 基督教教會
- 大埔浸信會天澤福音堂 （位於澤星樓地下）

### 區議員辦事處
馮振榮議員辦事處：元朗天水圍天澤邨澤辰樓地下2室

## 商場
- 天澤商場
- 俊宏商場

## 鄰近屋苑
公共屋邨
- 天恩邨
- 天逸邨
- 天恆邨
- 俊宏軒

## 相關事件
2021年2月，2019年度香港小姐競選冠軍黃嘉雯胞姊黃綺婷在社交平台發佈影片，片中她一度將貓隻困於洗衣機內開機轉動14秒，見貓隻受驚欲逃並將頭部貼向透明洗衣機門後，才施施然開門放牠離去，事後警方以涉嫌殘酷對待動物將她拘捕。黃於翌年被判80小時社會服務令。

## 外部連結
- 房屋署天澤邨資料（页面存档备份，存于）
- 天澤商場